# Hans-Joachim Neumann

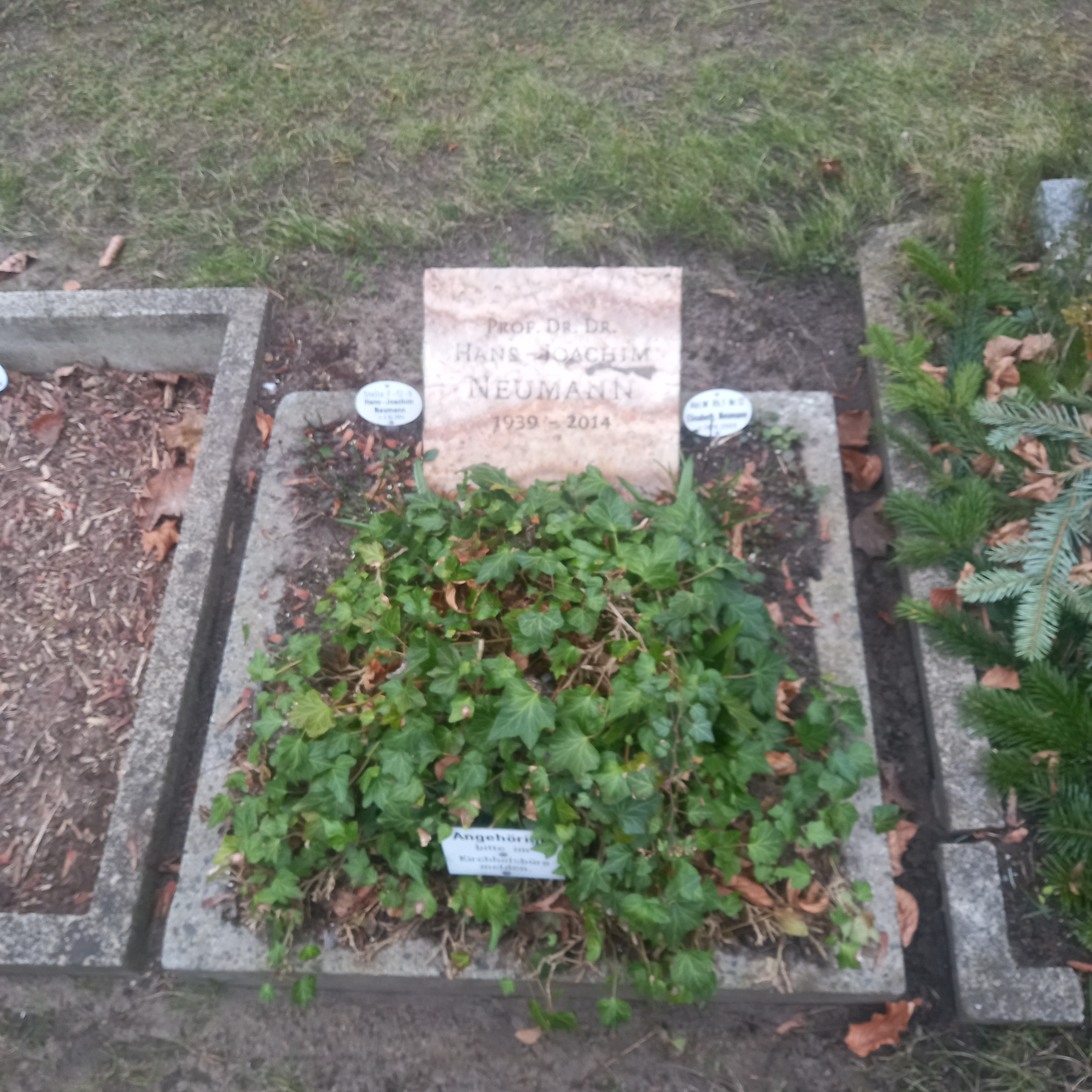
Das Grab von Hans-Joachim Neumann auf dem Französischen Friedhof in Berlin

Hans-Joachim Neumann (geboren am 15. März 1939 in Barth; gestorben am 4. Oktober 2014) war ein deutscher Arzt, Zahnarzt und Professor für Mund-, Kiefer- und Gesichtschirurgie sowie von 1995 an Ärztlicher Direktor der Berliner Charité. Er veröffentlichte zu medizinhistorischen Themen.
Neumann studierte von 1960 bis 1965 zuerst Zahn- und dann auch Humanmedizin an der Universität Rostock und schloss sein Studium 1969 mit dem Staatsexamen ab. 1965 wurde er mit einer Arbeit zu Vorkommen und quantitativer Bestimmung von Huminsäuren und Chlorogensäure in Kaffee-Extrakten zum Dr. med. dent. und 1969 mit einer Arbeit zu Klinischen Untersuchungen über die Wirkung des Langzeitlokalanästhetikums Marcain zum Dr. med. promoviert. An der Rostocker Universitätsklinik war Neumann Assistenz-, Stations- und Oberarzt sowie ab 1980 Dozent für Mund-, Kiefer- und Gesichtschirurgie. Er hatte 1978 seine Dissertation B zum Thema Klinisch-ätiologische und tierexperimentell-teratologische Untersuchungen zur Ätiologie von Missbildungen unter besonderer Berücksichtigung der Lippen-, Kiefer-, Gaumen-, Segelspalten eingereicht. 1987 wurde er Direktor der Universitätsklinik für chirurgische Stomatologie sowie Kiefer- und Gesichtschirurgie an der Charité Berlin berufen und erhielt für dieselbe Stelle nach der Wiedervereinigung 1990 eine C4-Professur. 1995 machte ihn die Klinikleitung zum ärztlichen Direktor des Charité-Standortes in Berlin-Mitte. An den Folgen eines schweren Verkehrsunfalls 1997 litt Neumann jahrelang. Als die Klinik, deren Leiter er war, 2002 geschlossen wurde, ging Neumann in den Ruhestand. Sein Spezialgebiet waren Fehlbildungen im Gesicht.
Er veröffentlichte zu medizinhistorischen Themen, darunter vor allem Pathographien historischer Persönlichkeiten wie Martin Luther, einer Reihe preußischer Hohenzollern-Monarchen oder Adolf Hitler und zu den Erbkrankheiten europäischer Dynastien wie den Habsburgern (siehe Habsburger Unterlippe).

## Schriften
- Weltgeschichte im Spiegel von Krankheiten. Quintessenz, München 1991, ISBN 3-928036-18-1.
- als Herausgeber: Möglichkeiten und Grenzen der ästhetisch-plastischen Gesichtschirurgie. Einhorn, Reinbek 1992, ISBN 3-88756-523-1.
- als Herausgeber: Ästhetische und plastisch-rekonstruktive Gesichtschirurgie. Einhorn, Reinbek 1993, ISBN 3-88756-524-X.
- mit Henrik Eberle: War Hitler krank? Ein abschließender Befund. Lübbe, Bergisch Gladbach 2009, ISBN 978-3-7857-2386-9 (Übersetzungen ins Kroatische 2010 und ins Englische, Litauische und Lettische 2013).
- als Herausgeber: 1945: Tagebuch meines Großvaters aus Zeiten, die keiner mehr kennt. Libretto, Hamburg 2014, ISBN 978-3-95557-006-4.

## Belege
1. ↑  Siehe den Katalogeintrag der Deutschen Nationalbibliothek.
2. ↑  Siehe den Katalogeintrag der Deutschen Nationalbibliothek.
3. ↑  Siehe den Katalogeintrag der Deutschen Nationalbibliothek.
4. ↑  Luthers Leiden. Die Krankheitsgeschichte des Reformators. Wichern, Berlin 1995, ISBN 3-88981-081-0.
5. ↑  Mit Henrik Eberle: War Hitler krank? Ein abschließender Befund. Lübbe, Bergisch Gladbach 2009, ISBN 978-3-7857-2386-9.
6. ↑  Insbesondere Erbkrankheiten in europäischen Fürstenhäusern. Habsburg, Hohenzollern, Romanow, Welfen, Wettiner, Bourbonen. Edition q, Berlin 1993, ISBN 3-86124-246-X.

| Personendaten    | Personendaten                                                                    |
| ---------------- | -------------------------------------------------------------------------------- |
| NAME             | Neumann, Hans-Joachim                                                            |
| KURZBESCHREIBUNG | deutscher Mund-, Kiefer-, Gesichtschirurg, Hochschullehrer und Medizinhistoriker |
| GEBURTSDATUM     | 15. März 1939                                                                    |
| GEBURTSORT       | Barth                                                                            |
| STERBEDATUM      | 4. Oktober 2014                                                                  |